# Équation biharmonique
En analyse, l'équation biharmonique est une équation aux dérivées partielles d'ordre 4, qui apparaît par exemple dans la théorie de l'élasticité. L'équation biharmonique pour une fonction φ s'écrit :
{\displaystyle \nabla ^{4}\varphi =\Delta ^{2}\varphi =0}
où ∇ est l'opérateur nabla et Δ l'opérateur laplacien. L'opérateur Δ2 est aussi connu sous le nom d'opérateur biharmonique ou bilaplacien.
Dans le cas tridimensionnel, dans un système de coordonnées cartésiennes, l'équation biharmonique s'écrit :
{\displaystyle {\frac {\partial ^{4}\varphi }{\partial x^{4}}}+{\frac {\partial ^{4}\varphi }{\partial y^{4}}}+{\frac {\partial ^{4}\varphi }{\partial z^{4}}}+2{\frac {\partial ^{4}\varphi }{\partial x^{2}\partial y^{2}}}+2{\frac {\partial ^{4}\varphi }{\partial y^{2}\partial z^{2}}}+2{\frac {\partial ^{4}\varphi }{\partial x^{2}\partial z^{2}}}=0.}
Dans un espace euclidien de dimension n, la relation suivante est toujours vérifiée :
{\displaystyle \nabla ^{4}\left({\frac {1}{r}}\right)={\frac {3(15-8n+n^{2})}{r^{5}}}}
avec r la distance euclidienne :
{\displaystyle r={\sqrt {x_{1}^{2}+x_{2}^{2}+\cdots +x_{n}^{2}}}}.
ce qui, pour n = 3, est solution de l'équation biharmonique.
Une fonction qui est solution de l'équation biharmonique est appelée fonction biharmonique. Toute fonction harmonique est biharmonique — la réciproque n'est pas vraie.
L'opérateur biharmonique en coordonnées polaires s'écrit :
{\displaystyle \Delta ^{2}\varphi ={\frac {1}{r}}{\frac {\partial }{\partial r}}\left(r{\frac {\partial }{\partial r}}\left({\frac {1}{r}}{\frac {\partial }{\partial r}}\left(r{\frac {\partial \varphi }{\partial r}}\right)\right)\right)+{\frac {2}{r^{2}}}{\frac {\partial ^{4}\varphi }{\partial r^{2}\partial \theta ^{2}}}+{\frac {1}{r^{4}}}{\frac {\partial ^{4}\varphi }{\partial \theta ^{4}}}-{\frac {2}{r^{3}}}{\frac {\partial ^{3}\varphi }{\partial \theta ^{2}\partial r}}+{\frac {4}{r^{4}}}{\frac {\partial ^{2}\varphi }{\partial \theta ^{2}}}=0.}
La solution peut alors s'obtenir par séparation des variables ; c'est la solution de Michell (en).
Pour certaines simulations numériques, on pourra utiliser la version discrète du bilaplacien.
{\displaystyle \Delta ^{2}u=u_{i+2,j}+u_{i-2,j}+u_{i,j+2}+u_{i,j-2}+2\left(u_{i+1,j+1}+u_{i+1,j-1}+u_{i-1,j+1}+u_{i-1,j-1}\right)-8\left(u_{i+1,j}+u_{i-1,j}+u_{i,j+1}+u_{i,j-1}\right)+20u_{i,j}}